# Zelen, Dubrovîțea
Zelen (în ucraineană Зелень) este un sat în comuna Svarîțevîci din raionul Dubrovîțea, regiunea Rivne, Ucraina.

## Demografie
Componența lingvistică a localității Zelen
     Ucraineană (99,84%)
     Alte limbi (0,16%)
Conform recensământului din 2001, majoritatea populației localității Zelen era vorbitoare de ucraineană (99,84%), existând în minoritate și vorbitori de alte limbi.